# لیبتشیتسه ناد ولتاووو
لیبتشیتسه ناد ولتاووو (به چکی: Libčice nad Vltavou) یک منطقهٔ مسکونی و شهرستان دارای شهرک سابقاً روستا در جمهوری چک است که در ناحیه پراگ-غرب واقع شده‌است. لیبتشیتسه ناد ولتاووو ۳٬۲۳۳ نفر جمعیت دارد.